# Mont Russell (Alaska)
|  | Per a altres significats, vegeu «Mont Russell». |

El Mont Russell, amb els seus 3.557 msnm és un dels majors cims de la part central de la serralada d'Alaska. Es troba a uns 56 km al sud-oest del Mont McKinley. Tot i tenir una alçada força inferior als seus veïns McKinley o Mont Foraker el Mont Russell és una muntanya de molta entitat pels forts desnivells que hi ha en les seves faldes. La cara nord-oest s'eleva uns 2.000 metres en sols 3 km entre el cim i al glacera Chedotlothna; mentre que la cara sud ho fa en més de 3.000 en sols 13 km fins a la glacera Yentna.
El nom li fou donat el 1902 per A. H. Brooks en record d'Israel Cook Russell (1852-1906), geòleg i explorador.